# Galdino Emiliano das Neves
Galdino Emiliano das Neves foi um político brasileiro e chefe do Partido Liberal em São João del-Rei. 
Eleito deputado por esse partido em 1878. Somente em uma exceção, as eleições de 1868, com a formação em São João del-Rei de uma Liga Histórica Conservadora, que aliava "conservadores" à ala "histórica" do "partido liberal", Galdino deixou de ser militante "liberal". Em 1889, continuou no partido, embora aliado aos republicanos.